# 岡本真一郎 (社会心理学者)
岡本 真一郎（おかもと しんいちろう、1952年 - ）は、日本の社会心理学者。愛知学院大学心身科学部教授。

## 人物・来歴
岐阜県生まれ。1976年京都大学文学部心理学専攻卒業、1982年同大学院文学研究科博士後期課程心理学専攻満期退学、1998年「言語表現の状況的使い分けに関する社会心理学的研究」で文学博士の学位を取得。1983年愛知学院大学文学部講師、助教授、教授を経て2003年愛知学院大学心身科学部教授。

## 著書
- 『言語表現の状況的使い分けに関する社会心理学的研究』風間書房 2000.12
- 『ことばの社会心理学』ナカニシヤ出版 2000.4
- 『言語の社会心理学 伝えたいことは伝わるのか』（中公新書）2013.1
- 『悪意の心理学 悪口、?、ヘイト・スピーチ』（中公新書）2016.7
- 『なぜ人は騙されるのか 詭弁から詐欺までの心理学』（中公新書）2019.5

### 共編著
- 『ことばのコミュニケーション 対人関係のレトリック』編. ナカニシヤ出版 2007.10
- 『危機管理マニュアル どう伝え合うクライシスコミュニケーション』吉川肇子、釘原直樹、中川和之共著、イマジン自治情報センター 編 イマジン出版 2009.9
- 『ミス・コミュニケーション なぜ生ずるかどう防ぐか』編 ナカニシヤ出版 2011.12